# わんおふ -one off-
『わんおふ -one off-』は、2012年に企画、製作されたOVA。本田技研工業が特別協賛として参加している。
キャッチコピーは「2012年、新しい風が舞う。」。

## 概要
ホンダ・ジョルノで通学している高校2年生の主人公である汐崎春乃とその友達が、自分だけの大切なものを見つけるために新しい一歩を踏み出す物語。作品名は、特注のカスタムパーツのワンオフが由来
Amazon.co.jpでは全巻購入特典としてホンダ・ジョルノ（春乃仕様ラッピング&オプションパーツ付）が抽選で1名にプレゼントされた。

## 登場人物
汐崎 春乃（しおざき はるの）
声 - 後藤沙緒里
本作の主人公。憂鬱な日々を送っている高校二年生。羽根のような寝癖が両端に付いているのが特徴的。物思いにふけることが多く友人からデイドリームと呼ばれる妄想癖があり、思春期特有の内向的な考え方をしている。幼少期は納涼のど自慢大会で優勝したことがあり、誰よりも一同を率先する積極的な子供だった。
ペンション「NIWA」の一人娘で毎日実家の手伝いをしており、一人でお茶会を開くのがそれまでの日課であったが、偶然雇うこととなった外国人のシンシアと知り合い、それまでの日々が少しずつ変わっていく。
シンシアとの付き合いの中から引っ込み思案であった自分を見つめなおし、友人達とユニット「ぽこ・あ・ぽこ」を結成し歌ってみたいと思うようになる。
愛車はホンダ・ジョルノ。
鏑木 小夜（かぶらぎ さよ）
声 - 早見沙織
高校二年生。「ぽこ・あ・ぽこ」で作詞担当。眼鏡で黒い長い髪をしている。
愛車はホンダ・リトルカブ。
別所 杏里（べっしょ あんり）
声 - 矢作紗友里
高校二年生。マロを使ってよく作曲しており、「ぽこ・あ・ぽこ」で作曲担当。ツインテールで前髪を両側の耳の前に垂らした黄土色の髪をしている。
愛車はホンダ・ベンリィ。
前園 利絵（まえぞの りえ）
声 - 喜多村英梨
高校一年生。大きく寝癖のついた髪型が特徴的。各国を放浪していたシンシアに感化される。
ホンダ・ズーマー好きなものの、まだ免許を習得していないため自転車通学。
「ぽこ・あ・ぽこ」では担当がなかったためマネージャーを担当する。
シンシア・B・ロジャース
声 - 小林ゆう
春乃の実家のペンションに働きに来たオーストラリア人女性。バイクで色んな国を旅しており、日本語も流暢なものの色々な方言が混じった言葉で話す。田舎で過ごしてきた春乃達とは対称的な存在で、物語のキーパーソンに当たる。
愛車はホンダ・CBR250R。
マロ
声 - 儀武ゆう子
杏里の飼い犬。
春乃母
声 - 久川綾
春乃の母親。シンシアとはネットで知り合った。
春乃父
声 - 日野聡
春乃の父親。高原でペンションを経営。
茂登吉
声 - 菅生隆之
バイクショップ・CAFE茂登屋を経営。
影山
声 - 緒方恵美
「星を見NIGHT」の日に宿泊した女性ライダー。シンシアと意気投合し連泊する。児童文学作家。

## スタッフ
- 原案・監督 - 佐藤順一
- チーフディレクター - きみやしげる
- 脚本 - 鈴木雅詞
- キャラクター原案 - 黒星紅白
- キャラクターデザイン - 渡辺敦子
- 総作画監督 - 橋本和紀
- 美術監督 - 田尻健一
- 色彩設計 - 林可奈子
- 3D監督 - 下山博嗣
- 撮影監督 - 荻原猛夫
- 編集 - 坪根健太郎
- 音響監督 - 若林和弘、原口昇
- 音楽 - 原田節
- 音楽プロデューサー - 福田正夫
- 音楽制作 - flying DOG
- プロデューサー - 蔵本憲昭、川島洋、蛯原潤、太田雅久、山口聰、備前善幸
- アニメーションプロデューサー - 皆川護、漆山淳
- アニメーション制作 - TYOアニメーションズ
- 特別協賛 - HONDA
- 製作 - わんおふ製作委員会（電通、松竹、ティー・ワイ・オー、ワンオアエイト）

## 主題歌
オープニングテーマ「約束の場所」
作詞・作曲 - 伊藤利恵子 / 編曲 - ROUND TABLE / ストリングス編曲 - 長谷泰宏 / 歌 - ROUND TABLE featuring Nino
エンディングテーマ「メモリーズ」
作詞・作曲 - 北川勝利 / 編曲 - ROUND TABLE / 歌 - ROUND TABLE featuring Nino
・どちらもベストアルバム『SINGLES BEST 2002-2012 MEMORIES』に収録されている。
挿入歌「メモリーズ〜ポコ・ア・ポコver.〜」
作詞・作曲 - 北川勝利 / 歌 - ポコ・ア・ポコ featuring マロ（儀武ゆう子）

## 各話リスト
| 話数  | サブタイトル           | 絵コンテ              | 演出                  | 作画監督                          |                                   |
| ----- | ---------------------- | --------------------- | --------------------- | --------------------------------- | --------------------------------- |
| 第1話 | 風のカフェテラス       | きみやしげる          | きみやしげる          | 谷口元浩 西野理恵                 | 谷口元浩 西野理恵                 |
| 第2話 | はるのオーバーチュア   | きみやしげる          | きみやしげる          | 谷口元浩 西野理恵                 | 谷口元浩 西野理恵                 |
| 第3話 | ぽこ・あ・ぽこ         | きみやしげる 佐藤順一 | 花井宏和 きみやしげる | 大田謙治 星野浩一 杉本功 (バイク) | 大田謙治 星野浩一 杉本功 (バイク) |
| 第4話 | そして始まるメモリーズ | きみやしげる 佐藤順一 | 花井宏和 きみやしげる | 大田謙治 星野浩一 杉本功 (バイク) | 大田謙治 星野浩一 杉本功 (バイク) |

## 先行放送
2012年8月・10月にニコニコ生放送・AT-Xで先行放送された。
| 放送地域 | 放送局         | 話数         | 放送期間      | 放送日時           | 放送系列         | 備考             |
| -------- | -------------- | ------------ | ------------- | ------------------ | ---------------- | ---------------- |
| 日本全域 | ニコニコ生放送 | 第1話・第2話 | 2012年8月5日  | 日曜 19:30 - 21:00 | ネット配信       |                  |
| 日本全域 | AT-X           | 第1話・第2話 | 2012年8月5日  | 日曜 25:00 - 25:30 | アニメ専門CS放送 | リピート放送あり |
| 日本全域 | ニコニコ生放送 | 第3話・第4話 | 2012年10月7日 | 日曜 19:30 - 21:00 | ネット配信       |                  |
| 日本全域 | AT-X           | 第3話・第4話 | 2012年10月7日 | 日曜 21:30 - 22:00 | アニメ専門CS放送 | リピート放送あり |

## 漫画
2012年9月5日から2013年4月5日にかけて『WEBコミック EDEN』（マッグガーデン）で太田真人による漫画版が連載された。全2巻。
1. 2012年12月 978-4-8000-0075-0
2. 2013年4月 978-4 -8000-0108-5

## WEBラジオ
『わんおふ らじお -one off radio-』は、2012年9月28日から翌年2013年1月25日までHiBiKi Radio Stationで動画配信されたラジオ番組。毎月第4金曜日配信。
パーソナリティ
- 後藤沙緒里（汐崎春乃 役）

ゲスト
- #1（2012年9月28日） - 矢作紗友里（別所杏里 役）
- #2（2012年10月26日） - 緒方恵美（影山 役）
- #3（2012年11月30日） - 早見沙織（鏑木小夜 役）
- #4（2012年12月21日） - 小林ゆう（シンシア・B・ロジャース 役）
- #5（2013年1月25日） - 喜多村英梨（前園 利絵 役）

### ユニットメンバー
1. ↑  汐崎春乃（後藤沙緒里）、鏑木小夜（早見沙織）、前園利絵（喜多村英梨）

1. 1 2 3 4 5  “わんおふ ：「たまゆら」佐藤順一監督の新作が今秋登場　バイク愛する女子高生の日常描く”. 2012年3月26日閲覧。
2. ↑  “ホンダ公式のアニメ「わんおふ」痛単車、実物はこんな感じでした”. 2012年3月26日閲覧。
3. ↑  anime_oneoffのツイート（181053457950720001）
4. ↑  OVA「わんおふ」Amazon全巻購入特典にホンダのバイクを用意おた☆スケ 2012年9月3日
5. ↑  コンサート当日の会場の看板には「ポコアポコ」と記される
6. ↑  第2話より。
7. ↑  第4話より。
8. ↑  “わんおふ -one off- ｜ 番組 ｜ AT-X ワンランク上のアニメ専門チャンネル”. 2012年8月6日閲覧。
9. ↑  “響 - HiBiKi Radio Station -「わんおふ らじお-one off radio-」番組詳細”. 2012年9月27日閲覧。